# Kiwi arctique
Actinidia kolomikta
Espèce
Classification phylogénétique
Le kiwi arctique (Actinidia kolomikta) est une espèce de lianes du genre Actinidia, famille des Actinidiaceae. Comme la majorité des autres espèces du genre, elle est dioïque, nécessitant des pieds mâles et femelles pour obtenir des fruits.
Très robustes et vigoureux, les mâles et certaines des femelles produisent des fleurs blanches ou roses, ce qui montre une certaine diversité. Le fruit est plus petit que chez le kiwaï (Actinidia arguta) mais les plants commencent à produire dès 2 ou 3 ans.
Les plants femelles produisent des fruits ovoïdes de la taille d'un gros « grain » de raisin.

## Distribution
La plante pousse naturellement en Chine (Hebei, Heilongjiang, Jilin, Liaoning, du Sichuan, du Yunnan), au Japon (Hokkaido, Honshu), en Corée, en Russie dans la région de l'Amour, les îles de Sakhaline, Itouroup et Chikotan.
Il se rencontre dans les forêts de résineux (pin, mélèze, épicéa, sapin, cèdre) avec une préférence pour les forêts plus claires d'épicéas, de sapins et de cèdres mêlés d'espèces feuillues où il atteint sa taille maximale et forme des fourrés le long des rives, des clairières et des zones brûlées ou nouvellement défrichées. Il y pousse en concurrence avec des chèvrefeuilles (Lonicera maackii), noisetiers (Corylus sieboldiana var. mandshurica), Philadelphus, Eleutherococcus senticosus, Aralia elata, Vitis amurensis, Schisandra chinensis. Dans son aire la plus au sud, les montagnes de Primorié, il pousse dans les plateaux pierreux jusqu'à une altitude de 1300-1 400 m. Dans les lieux les plus septentrionaux, il ne se trouve que jusqu'à une altitude de 150 m.
Il est cultivé comme plante fruitière et ornementale depuis 1855.

## Description
Actinidia kolomikta peut pousser jusqu'à une hauteur de 14 mètres ou plus.
Une caractéristique ornementale intéressante de l'espèce est son changement de couleur des feuilles. En début de croissance, elles sont bronze, puis verte ; avant la floraison, la plupart des feuilles sont blanc lumineux et après la floraison, elles deviennent rose, puis rouge cramoisi. En automne, les feuilles deviennent roses, jaunes, ou rouge violet.
La plante est mature à partir de l'âge de 9 ans. Les fleurs apparaissent à la mi-juin pour une durée d'une vingtaine de jours. Elles sont actinomorphes, blanches ou légèrement rosé à l'extérieur avec une odeur agréable. Le Périanthe est mince, double à cinq sépales et pétales. Les ovaires sont supères et glabres.
Les fruits sont vert sombre avec une douzaine de rayures longitudinales plus sombres. Ils sont oblongs, elliptiques, rarement arrondis. À maturité, ils sont sucrés et parfumés, long de 3 cm sur 1,5 cm de large. Les fruits comestibles mûrissent à la mi-Septembre.
Il demande une durée végétative de 150 jours avec une croissance rapide les trois premières années. Il se reproduit bien par voie végétative. Dans des conditions favorables, il peut vivre une centaine d'années.
|  |  |  |

## Propriétés
Les fruits de Actinidia kolomikta récoltés mûrs sont traités principalement sous forme de frais. Moins fréquemment, ils sont séchés à 60 °C. Les fruits sont riches en acide ascorbique (jusqu'à 1 430 mg%), contiennent aussi du sucre, du tanin et de la pectine, des pigments, des oligo-éléments.
Ils sont utilisés pour la prévention et le traitement de l'avitaminose.

## Synonymes
- Prunus kolomikta Maxim. & Rupr. - Ce synonyme est le basionyme. Celui-ci traduit, a posteriori, une étonnante erreur de détermination de la part des deux auteurs. En effet, ils placent, dans un premier temps, l'espèce parmi les Prunus...
- Trochostigma kolomikta Rupr.
- Kalomikta mandshurica Regel ex Maxim.